# 水野義兼
水野義兼（みずの よしかね、 1954年 - ）は日本のアマチュア天文家である。
小惑星番号4614番の正村を始め、IAUの天文台コード403の岐阜県可児市にある観測所において、1989年以降、古田俊正とともに52個の小惑星を発見した。
鈴木憲蔵と古田俊正が1989年1月1日に発見した4541番の小惑星水野は彼の名前にちなむ。